# Michał Gielniak
Michał Gielniak (ur. w Poznaniu) – polski piosenkarz.

## Życiorys

### Kariera muzyczna
W latach 90. XX wieku wszedł w skład kwartetu wokalnego ABBA po polsku, z którym nagrał albumy The Best of ABBA po polsku, The Best of ABBA po polsku 2, The Best of ABBA po polsku 3 oraz ABBA po polsku – Exclusiv ’95. W 1994 był chórzystą i inżynierem dźwięku odpowiadającym za produkcję albumu Róża zespołu Top Gun. W tym samym roku wziął także gościnny udział w produkcji wydawnictwa Hity z satelity po polsku 2 Magdaleny Dureckiej i jej zespołu K&K Studio Singers, na którym wykonał utwory „Life (Żyć)” (w duecie z wokalistką), „Living On My Own (Żyję tak jak chcę)” (polską wersję utworu Freddiego Mercury’ego) oraz „Go West (Już czas)” (z Jerzym Różyckim i Ryszardem Kniatem).
Stał się popularny za sprawą tytułowego utworu drugiego albumu studyjnego – „19 miał lat” (polskiej wersji utworu „Tic, Tic Tac” brazylijskiego zespołu Carrapicho z tekstem Wiesława Wolnika), który przez ponad rok utrzymywał się na liście przebojów disco polo programu Disco Relax. Singel został wydany nakładem wydawnictwa muzycznego Omega Music w formie płyty kompaktowej wraz z utworem „To właśnie dzisiaj”. Teledysk do singla kręcony był na plaży przed Grand Hotelem w Sopocie.
W swojej karierze muzycznej wydał pięć albumów studyjnych – Al Bano & Romina Power – Największe przeboje po polsku (1993; wraz z Aliną Pszczółkowską), 19 miał lat (1996), Moja droga ja Cię kocham (1997), W barwach latino (2000) oraz Hit za hitem – Światowe przeboje po polsku (2001; wraz z zespołem Fiesta Latina).
W 2000 nakładem wytwórni płytowej PolyPop wydał maxi singel Bailamos po polsku..., na którym znalazły się przeboje Enrique Iglesiasa – utwór „Bailamos” (w wersji radiowej oraz dance mix) oraz „Boski Rytm” (polska wersja utworu „Rhythm Divine” ze słowami Joanny Kaczmarek). Produkcją utworów zajmowali się Andrzej Kosmala oraz Ryszard Kniat z K&K Studio.
Był jednym z współtwórców utworu „Pogadajmy o uczuciach” zespołu Planeta, w którym nagrał także partie wokalne oraz zagrał na gitarze basowej. 
Na dorobek artysty składają się także trzy kompilacje największych przebojów – Złote przeboje (1998), Wielka kolekcja disco polo (2009) i 19 miał lat (2015).
U szczytu popularności grywał ponad 250 koncertów rocznie. Posiadacz multiplatynowej płyty. W 2014 został twarzą stacji telewizyjnej TV.Disco i prowadzącym program Weekendowy Relax. W tym samym roku wydał singel „Powiedz, że mnie kochasz” z Shazzą. Od 2018 współtworzy kwartet wokalno-rozrywkowy wraz z Aliną Pszczółkowską, Urszulą Lidwin oraz Dariuszem Piskorskim.

### Życie prywatne
Był żonaty. Ma syna.

## Dyskografia
| Rok  | Dane dot. albumu |
| ---- | --- |
| 1993 | Al Bano & Romina Power – Największe przeboje po polsku (wraz z Aliną Pszczółkowską) - Wydany: 1993 - Wytwórnia: STD |
| 1996 | 19 miał lat - Wydany: 1996 - Wytwórnia: Omega Music                                                                 |
| 1997 | Moja droga ja Cię kocham - Wydany: 1997 - Wytwórnia: Omega Music                                                    |
| 2000 | W barwach latino - Wydany: 2000 - Wytwórnia: Snake’s Music                                                          |
| 2001 | Hit za hitem – Światowe przeboje po polsku (wraz z zespołem Fiesta Latina) - Wydany: 2001 - Wytwórnia: Best Records |